# Padilla (Cauca)
Padilla é um município da Colômbia, localizado no departamento de Cauca.